# Ignacy Krasicki

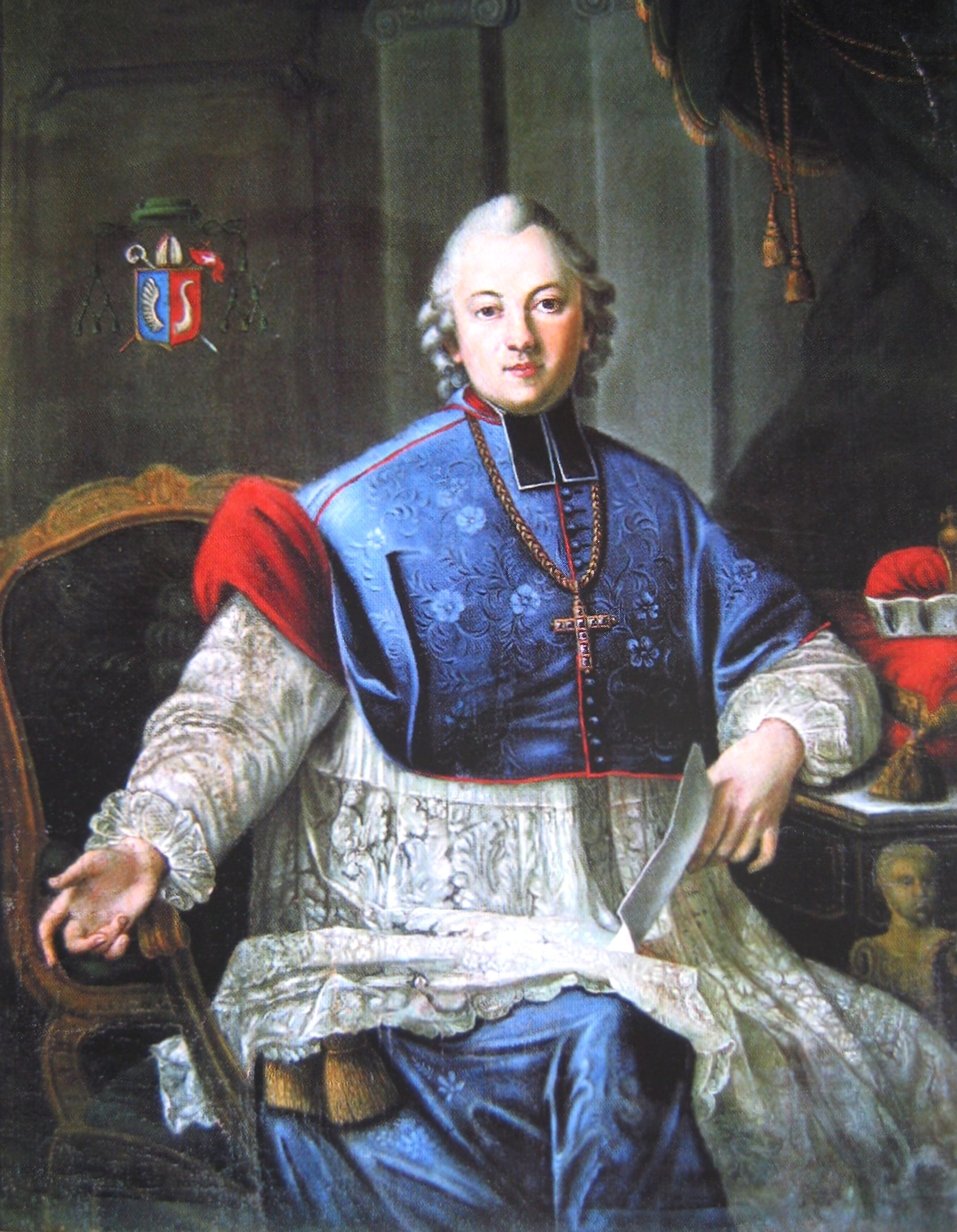
Portrét Ignacy Krasickiho (1735-1801)

Ignacy Błażej Franciszek Krasicki (pseudonym: Michał Mowiński; 3. února 1735, Dubiecko nedaleko Sanoku – 14. března 1801, Berlín) byl polský prozaik, básník, publicista a církevní hodnostář. Jeden z hlavních představitelů polského osvícenství. Byl nazýván "knížetem básníků" (Prince des poètes).

## Život
Narodil se 3. února 1735 v Dubiecku, pocházel ze zchudlé šlechtické rodiny a již od mladých let byl rodiči předurčen pro duchovní dráhu, a to zejména proto, že otec, který se snažil zamezit rozdrobení rodového majetku, nechal do církevních služeb vstoupit čtyři ze svých pěti synů. V mládí studoval na jezuitské škole ve Lvově (1743 – 1750), později v letech 1751 – 1754 ve Varšavě a poté strávil jako kněz 2 roky (v letech 1759 – 1761) na studiích v Římě. Po návratu se stal sekretářem polského primase Vladislava Alexandra Łubieńského a díky své otevřené a přátelské povaze si získal mnoho vlivných přátel, seznámil se mj. také s budoucím králem Stanislavem Augustem Poniatowským.
Roku 1766 byl za své zásluhy při práci pro krále jmenován biskupem warmijským (později pak používal kryptogramu X.B.W. - Książę Biskup Warmiński - Kníže-biskup warmijský). Na jeho dvoře v Lidzbarku Warmińském (Heilsberg) se rozvíjel kulturní a umělecký život. Ve své funkci často cestoval, zejména do Německa, kam byl často zván Fridrichem II., s nímž udržoval velmi přátelské styky. Ve svém díle pak často chválil vládu Stanislawa Augusta, avšak přímo jeho politický program neschvaloval.
Po prvním dělení Polska v roce 1772 se celá jeho diecéze dostala pod nadvládu Pruska. I po této události nadále udržoval kontakty s Varšavou. V druhé polovině 70. let 18. století mu byly odebrány některé finanční výhody a dostal se do tísnivé situace. Díky jeho přátelskému vztahu s Fridrichem II. se v roce 1795 stal arcibiskupem hnězdněnským. V roce 1800 se pak také stal jedním ze zakladatelů varšavského Towarzystwa Przyjaciól Nauk. Zemřel 14. března 1801 při svém pobytu v Berlíně.

## Dílo
V jeho tvorbě dominovala stránka humoristicko-satirická. Od roku 1768 se Krasicki stal redaktorem časopisu Monitor. V letech 1775 – 1780 se náhle projevil jeho talent, když v rozmezí několika málo let napsal takřka všechna svá významná díla. V pozdějších letech pak vydával již jen jejich doplnění.
Prvním z těchto děl byla Myszeidos (1775), heroikomický epos o válce myší a koček. V ní Krasicki parodoval pomocí motivů lidových bajek známá díla antické literatury (Homér).
Téměř současně s tímto dílem napsal Krasicki také Mikołaja Doświadczyńskiego przypadki (1776), jež je považován za první novodobý polský román. Dělí se na tři knihy, v nichž se konstruuje osobnost hlavního hrdiny Mikołaje, z kterého se nakonec stává moudrý, dobrý a spravedlivý člověk. Spojují se zde momenty výchovné, utopické a dobrodružné.
Na tento román pak navazuje další dílo Krasického – Pan Podstoli. Ten vyšel postupně v letech 1778 – 1803. Autor zde vyobrazuje vzorného polského šlechtice, dobrého hospodáře a osvíceného občana. Navazuje tak na "poctivého člověka" M. Reje a na další díla, která vznikala především v renesanci a zobrazovala správného člověka.
Tepáním do vlastních řad se stala skladba Monachomachia (1778), v níž se Krasicki zaměřil na kritiku zahálčivosti, hlouposti a pijanství některých mnichů. V šesti písních vypovídá o sporu mezi dvěma církevními řády – dominikáni a karmelitány při veřejné teologické diskuzi. Vydání tohoto díla, které vyšlo anonymně v Lipsku, a které bylo na svou dobu velmi neobvyklé, však způsobilo velký skandál. Podle způsobu vyjadřování a osobitému stylu byl však autor tohoto díla odhalen a na Krasického se snesla kritika jak ze strany církevní, tak i světské. Proto byl autor nucen na protesty postižených reagovat ironickou odpovědí – Antymonachomachia (1780). Toto dílo bylo kompozičně stejné jako Monachomachia, má i stejné hrdiny. Autor zde ze svých názorů zdánlivě ustoupil, ve skutečnosti však svou kritiku ještě přiostřil.
Za umělecky nejdokonalejší Krasického dílo jsou považovány Bajki i przypowieści (1779) a Bajki nowe (1803) v nichž představil útvory epigramaticky stručné, zakončené výraznou pointou.
Širší epickou stavbou se pak vyznačovaly jeho Satyry (1779).
Z polských dějin vytěžil látku k hrdinské poemě Wojna chocimska (1780), v níž navázal na obdobné dílo Wacława Potockého.
Krasicki se nezabýval pouze krásnou literaturou, ale psal také díla z oblasti homiletiky, teologie, heraldiky, překládal, přispíval články do časopisu Monitor, a také do vlastního časopisu, který vydával pod názvem „Co tydzień“. Jeho jediným politicky zaměřeným dílem byla reakce na vypuknutí Kościuszkova povstání – Powieść prawdziwa o narożnej kamienicy w Kukurowcach, v níž ve zkratce popisuje dějiny Polska a nabádá čtenáře k boji za svobodu.
Za jeho dílo ho ocenil také král několika vyznamenáními, např. Řádem Bílého Orla nebo Řádem sv. Stanislava.

## Překlady do češtiny
- Seznam děl v Souborném katalogu ČR, jejichž autorem nebo tématem je Ignacy Krasicki

Do češtiny bylo přeloženo souborné dílo Vojna mnichů a jiné básně, které obsahuje Myšeis, Monachomachii, Satiry a Bajky. Vyšlo v Praze v roce 1959, překlad Erich Sojka.